# Sint-Amands
Sint-Amands (fr. Saint-Amand) – dzielnica (deelgemeente) gminy Puurs-Sint-Amands w Belgii, w Regionie Flamandzkim, w prowincji Antwerpia, w okręgu Mechelen. Leży nad Skaldą. 1 stycznia 2020 roku liczyła 4008 mieszkańców. Do 31 grudnia 2018 samodzielna gmina.

## Demografia
- Źródła: NIS, od 1806 do 1981= według spisu; od 1990 liczba ludności w dniu 1 stycznia

1 stycznia 2020 całkowita populacja Sint-Amands liczyła 4008 osób. Łączna powierzchnia gminy wynosi 6,27 km², co daje gęstość zaludnienia 639 mieszkańców na km².